# 麻生鎮里
麻生 鎮里（あそう しげさと）は戦国時代の武将。大友氏の家臣。筑前国花尾城主。

## 生涯
麻生家信の次男とされる。
家信は山鹿城主麻生隆実と抗争を繰り広げており、鎮里も隆実に同様に対抗する。
大永3年(1523年)に安芸国水晶城の友田興藤が反乱を起こし鎮圧されたのち、鎮里が水晶城の城番となる。その後大寧寺の変をきっかけに大内義隆が陶晴賢に討ち取られると晴賢に属し、相良武任が領していた花尾城も手に入れるも、水晶城は天文23年(1554年)に毛利元就の攻撃を受け落城、降伏した。

永禄2年(1559年)には大友宗麟に従属し毛利方の隆実を降伏させ、同10年(1567年)には宗麟の命で毛利方国人衆を攻めるも宗像氏貞の支援を受けた隆実の攻撃を受け降伏し、島津氏の元に逃れた。
その後豊臣秀吉の九州征伐が始まると二人の子供を人質として差し出すも、再び島津氏の元に走ったため子は殺害された。しかし一説によるとそのまま豊臣方として岩屋城の戦いに参加し戦死したとも言われている。